# Vicente Lampérez y Romea
Vicente Lampérez y Romea (Madrid, marzo de 1861-Madrid, enero de 1923) fue un restaurador, arquitecto, académico e historiador del arte español, esposo de la escritora Blanca de los Ríos.

## Biografía
Nació en Madrid en marzo de 1861. Miembro de la Real Academia de la Historia y director de la Escuela de Arquitectura de Madrid, estuvo casado con la escritora y pintora Blanca de los Ríos.

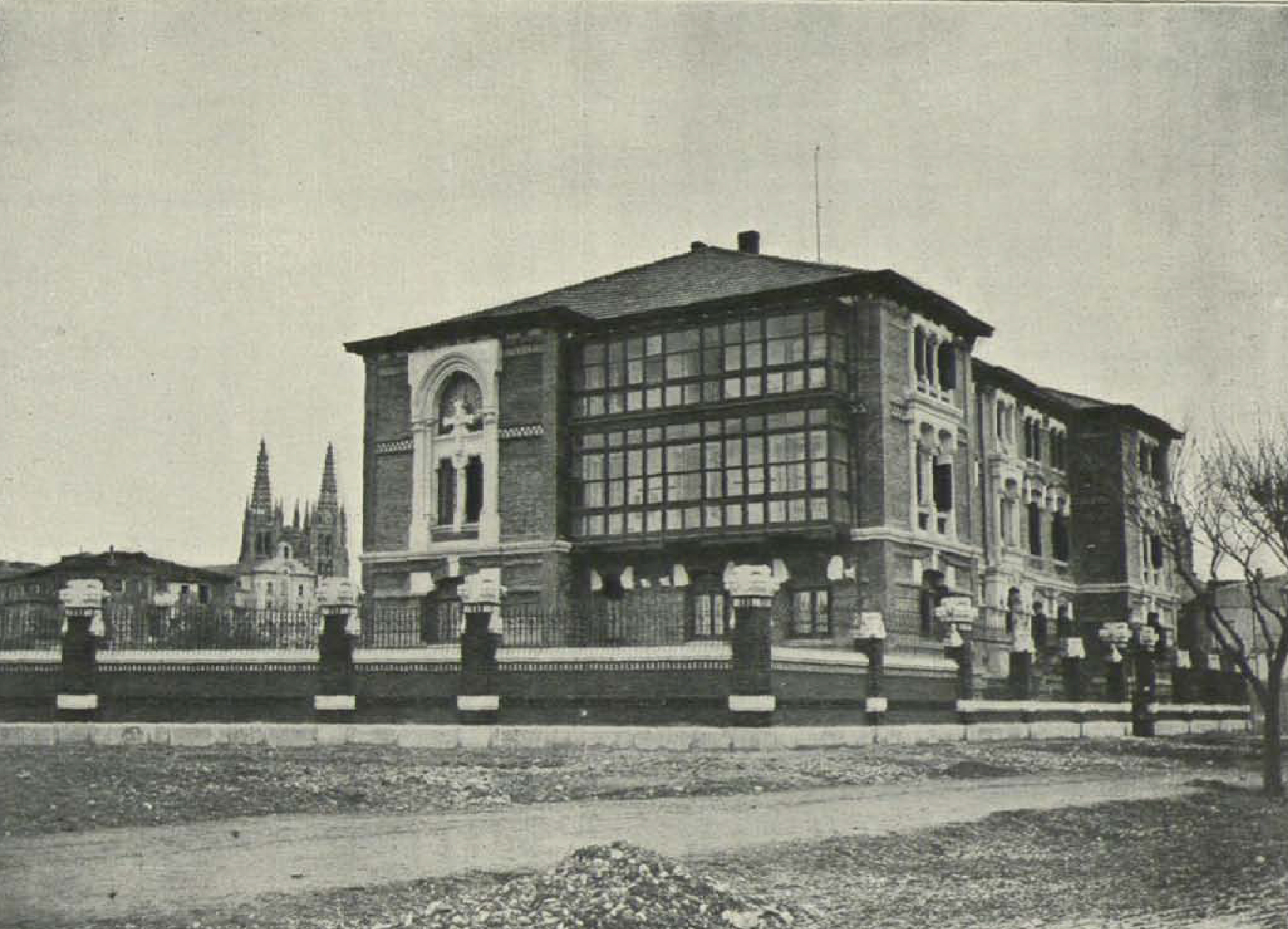
Colegio Niño Jesús (Burgos)

Estudió en la Escuela de Bellas Artes de Zaragoza y posteriormente en la Escuela Superior de Arquitectura de Madrid, donde obtuvo el título de arquitecto en 1885. Fue profesor en la Escuela de Artes y Oficios de Madrid y en 1901 obtuvo una cátedra en la Escuela de Arquitectura de Madrid, de la que sería nombrado director en 1919.
Lampérez perteneció a la escuela restauradora, que recibe claras influencias de Viollet-le-Duc, siendo su más señalado representante, en contraposición a la escuela conservadora o conservacionista. Ha recibido críticas desde la posición de la arquitectura posterior, como las de Alfredo Morales, que le cuestiona que en la restauración ensayara según su entender, cosas que faltasen (según palabras del propio Lampérez) en contraposición a las teorías desarrolladas en la actualidad en torno a la Teoría de la restauración, o de González de Valcárcel. También se ha criticado su concepción del arte mudéjar y su visión de las «iglesias españolas de ladrillo», refutada por el marqués de Lozoya.
Era un vulgarizador ameno en sus conferencias.
Falleció en Madrid en enero de 1923.

## Obra (selección)

### Libros
- Arquitectura civil española de los siglos I al XVIII (1993). Ediciones Giner. ISBN 978-84-7273-152-3. ISBN 84-7273-152-9
- Historia de la arquitectura cristiana. Espasa-Calpe, ISBN 978-84-239-6706-3. ISBN 84-239-6706-9
- Historia de la arquitectura cristiana española en la Edad Media. Junta de Castilla y León. Consejería de Cultura y Turismo. ISBN 978-84-7846-905-5. ISBN 84-7846-905-2
- Historia de la arquitectura cristiana española en la Edad Media. 1999. Ámbito Ediciones, S.A. ISBN 978-84-8183-064-4 ISBN 84-8183-064-X obra completa
- "Los Mendozas del Siglo XV y el Castillo del Real de Manzanares" por Vicente Lampérez y Romea (1916).

### Como arquitecto-restaurador

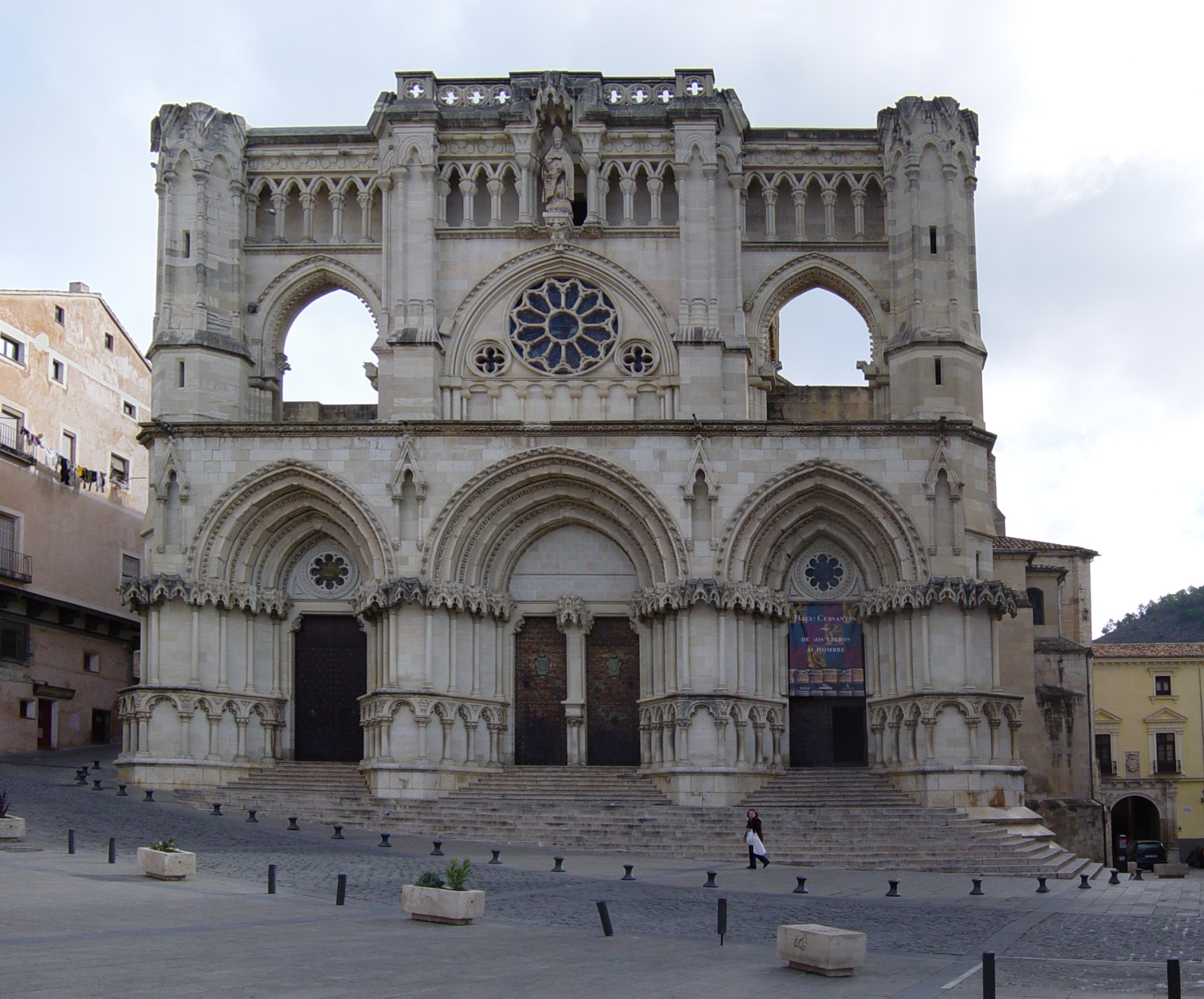
Fachada de la Catedral de Cuenca tal como quedó después de su restauración, aunque inconclusa.

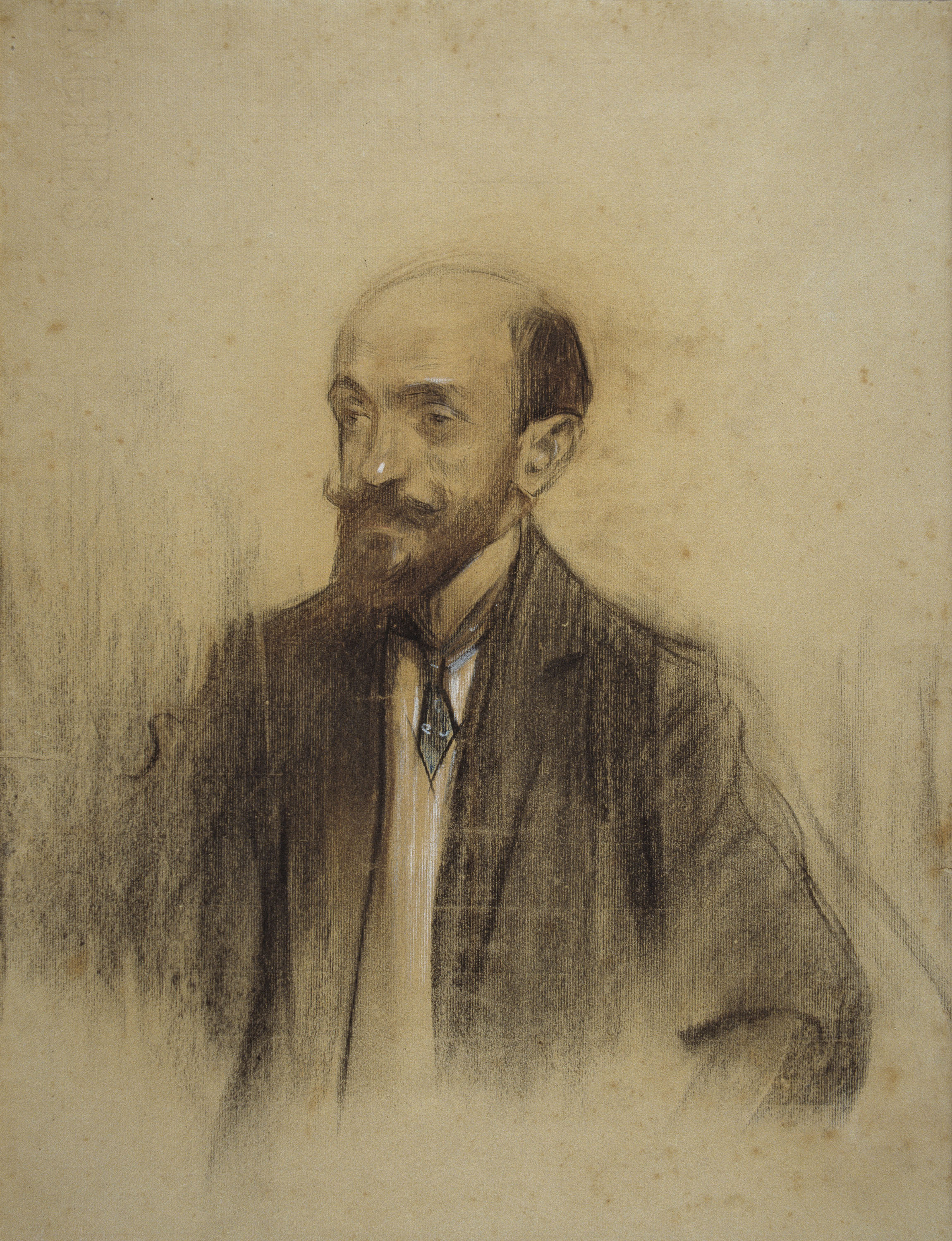
Vicente Lampérez visto por Ramón Casas (MNAC).

- Fachada de la catedral de Cuenca[12] Hundida la fachada barroca, la restauró con el razonamiento de su época que era pureza del estilo y reiteración de elementos interiores en el exterior, dado que se carecía de los diseños originales, siguiendo las teorías de Viollet-le-Duc. Modesto López Otero se encargó de proseguir la obra durante la Segunda República Española, pero no llegó a terminarla por la oposición que generó el proyecto.
- Castillo de Manzanares el Real[13]
- Casa del Cordón (Burgos)[14]
- Catedral de Burgos
- Colegio Niño Jesús (Burgos)
- Casa de Mercurio (Burgos)[15]
- Sede del Círculo Católico de Obreros de Burgos